# 支那駐屯歩兵第3連隊
支那駐屯歩兵第3連隊（しなちゅうとんほへいだい3れんたい、支那駐屯歩兵第三聯隊）は、大日本帝国陸軍の歩兵連隊のひとつ。昭和13年（1938年）3月12日に支那駐屯混成旅団が支那駐屯兵団に改称された際設けられ、同年4月7日軍旗授与、補充担任は甲府連隊区。
昭和12年（1937年）7月7日に盧溝橋事件が発生し日中戦争が勃発すると支那駐屯軍は朝鮮の1個師団と関東軍の2個混成旅団および内地の3個師団を隷下に入れ、同年8月31日に第1軍に改編され廃止された。支那駐屯軍廃止の際、駐屯軍直轄部隊は支那駐屯混成旅団に改編され、翌昭和13年（1938年）3月12日支那駐屯兵団に改称、この際に支那駐屯歩兵第1・第2連隊から兵力を抽出して本連隊が編成された。

## 概要
昭和13年（1938年）3月12日に支那駐屯兵団隷下部隊として編成され、同年6月21日に支那駐屯兵団を改編して第27師団が編成された後は同師団に属した。同師団に属し同年7月から武漢作戦に参戦、武漢作戦終了後は天津に戻り駐屯していたが、昭和18年（1943年）6月に満州に移駐した。
昭和19年（1944年）2月からは大陸打通作戦に参戦、4月17日に作戦が開始され5月9日には確山に至り、第一段の京漢陸路の打通を達成した。打通達成後第二段の湘桂作戦に参戦、その後遂贛作戦を終え贛州からさらに南下し広東に移駐、連合軍の中国南部上陸に備えていたが、昭和20年（1945年）4月18日には所属する第27師団が支那派遣軍直轄師団となり上海方面に向け移動中に南昌で終戦を迎えた。昭和21年（1946年）に復員。

## 歴代連隊長
| 代 | 氏名     | 在任期間    | 備考 |
| -- | -------- | ----------- | ---- |
| 1  | 宮崎富雄 | 1938.3.24 - |      |
| 2  | 渡左近   | 1939.3.9 -  |      |
| 3  | 山本募   | 1940.8.1 -  |      |
| 4  | 小野修   | 1942.4.15 - |      |
| 末 | 森田庄作 | 1945.2.26 - |      |